# Laurence Olivier
Laurence Kerr Olivier, Barão Olivier OM (Dorking, 22 de maio de 1907 — Steyning, 11 de julho de 1989) foi um renomado ator, produtor e diretor britânico. Vencedor de quatro Oscars, três Globos de Ouro, três BAFTAs, três prêmios NBR e cinco Emmys, é considerado por muitos como o maior ator de todos os tempos, tanto no cinema quanto no teatro.

## Biografia

### Contexto familiar e primeiros anos (1907 - 1924)

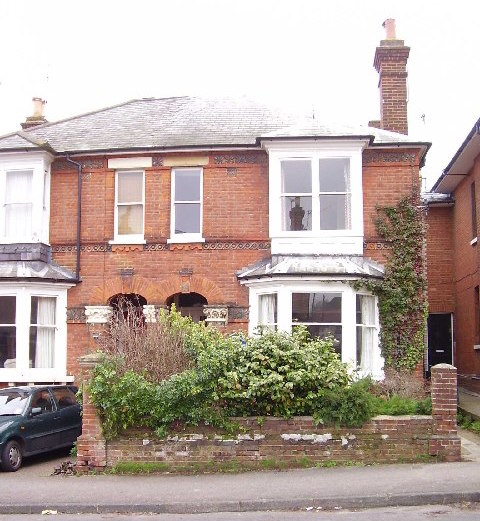
A casa em Wathen Road, Dorking, Surrey, onde Olivier nasceu em 1907

Olivier nasceu em Dorking, Surrey, o mais novo dos três filhos do reverendo Gerard Kerr Olivier (1869–1939) e sua esposa Agnes Louise, nascida Crookenden (1871–1920). Seus filhos mais velhos foram Sybille (1901–1989) e Gerard Dacres "Dickie" (1904–1958). Seu tataravô era descendente de huguenotes franceses, e Olivier vinha de uma longa linhagem de clérigos protestantes. Gerard Olivier começou uma carreira como mestre-escola, mas aos trinta anos descobriu uma forte vocação religiosa e foi ordenado sacerdote da Igreja da Inglaterra. Teve uma prática religiosa muito forte e gostava de ser tratado como "Padre Olivier". Isso o tornou inaceitável para a maioria das congregações anglicanas, e os únicos cargos da igreja que lhe foram oferecidos eram temporários, geralmente substituindo titulares regulares em sua ausência. Isso significava uma existência nômade, e nos primeiros anos de Laurence, ele nunca viveu em um lugar o tempo suficiente para fazer amigos.
Em 1912, quando Olivier tinha cinco anos, seu pai conseguiu uma nomeação permanente como reitor adjunto de São Salvador, em Pimlico. Ele ocupou o cargo por seis anos, e uma vida familiar estável foi finalmente possível. Olivier era dedicado a sua mãe, mas não a seu pai, a quem ele achava um pai frio e distante. No entanto, aprendeu muito da arte de representar com ele. Quando jovem, Gerard Olivier havia considerado uma carreira nos palcos e era um pregador dramático e eficaz. Olivier escreveu que seu pai sabia "quando abaixar a voz, quando gritar sobre os perigos do fogo do inferno, quando escorregar em uma mordaça, quando de repente se tornar sentimental ... As rápidas mudanças de humor e maneiras me absorveram, e eu nunca os esqueci".

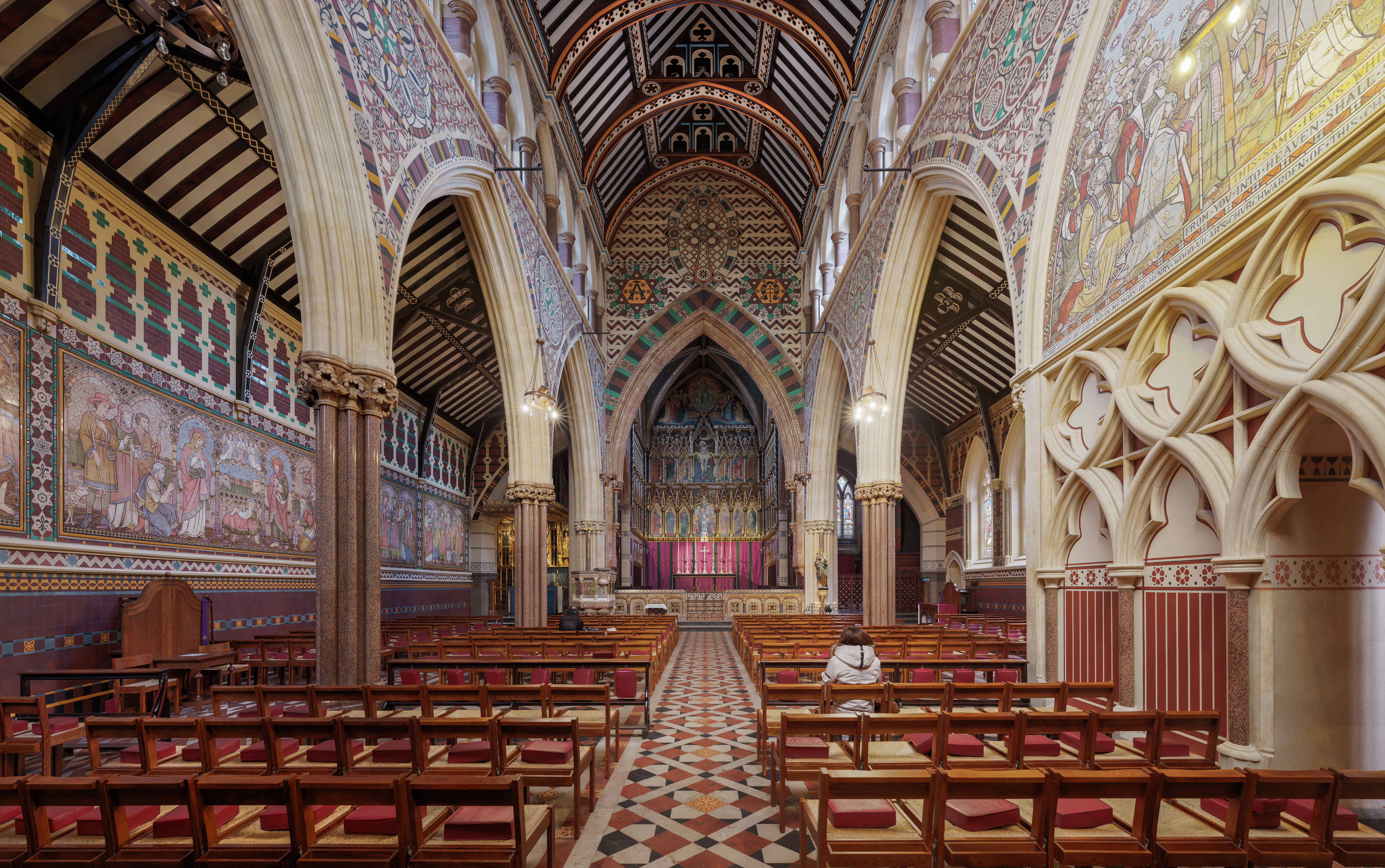
Interior de All Saints, Margaret Street

Em 1916, depois de frequentar uma série de escolas preparatórias, Olivier passou no exame de canto para admissão na escola de coro da "All Saints, Margaret Street", no centro de Londres. Seu irmão mais velho já era aluno, e Olivier gradualmente se adaptou, embora se sentisse como um estranho. O estilo de adoração da igreja era (e continua sendo) anglo-católico, com ênfase em rituais, vestimentas e incenso. A teatralidade dos serviços atraiu Olivier, e o vigário encorajou os alunos a desenvolver o gosto pelo drama secular e religioso. Em uma produção escolar de Júlio César em 1917, o desempenho de Olivier de dez anos como Brutus impressionou um público que incluía Lady Tree, a jovem Sybil Thorndike e Ellen Terry, que escreveu em seu diário: "O garotinho que interpretou Brutus já é um grande ator." Mais tarde, ele ganhou elogios em outras produções escolares, como Maria em Noite de Reis (1918) e Katherine em The Taming of the Shrew (1922).
De All Saints, Olivier frequentou a St Edward's School, Oxford, de 1920 a 1924. Fez pouca marca até seu último ano, quando interpretou Puck na produção da escola de Sonho de uma Noite de Verão. Seu desempenho foi um tour de force que lhe rendeu popularidade entre seus colegas. Em janeiro de 1924, seu irmão deixou a Inglaterra para trabalhar na Índia como plantador de borracha. Olivier sentiu muita falta dele e perguntou ao pai em quanto tempo ele poderia seguir. Ele lembrou em suas memórias que seu pai respondeu: "Não seja tão tolo, você não está indo para a Índia, você está indo para o palco."

## Carreira
Agraciado com o título de sir em 1947, Laurence Olivier foi um dos mais carismáticos atores do século XX. Sua presença em palco fascinava o público e sua credibilidade como intérprete, no drama como na comédia, proporcionou-lhe os maiores êxitos.
Ele participou de 121 peças de teatro, se apresentando nos palcos da Inglaterra, de vários países da Europa e nos Estados Unidos. Sua trajetória no cinema foi extensa mas irregular, tendo feito 65 filmes, alguns deles também como diretor.
No teatro ele conheceu a atriz com quem formaria um dos mais respeitados pares: Vivien Leigh com quem ficaria casado de 1940 até a década de 1960. Eles se conheceram em 1937 em uma montagem de "Hamlet".
Sua primeira premiação com o Oscar foi em 1946, por sua atuação e direção em "Henrique V". Dois anos depois sua produção "Hamlet" levou quatro Oscars: filme, ator principal (para Olivier), direção de arte e figurino. Em 1978 recebeu um Oscar especial pelo conjunto de sua obra e por sua contribuição à arte cinematográfica.
Em 1970, a rainha Elizabeth II lhe outorgou o título de Lorde, com direito a frequentar o Parlamento britânico. Ele morreu, aos 82 anos, de câncer no estômago, dormindo em sua casa ao lado de sua terceira mulher, a atriz Joan Plowright com quem teve três filhos. Está enterrado na Abadia de Westminster. Olivier também escreveu dois livros: Confissões de um Ator e Ser Ator, em que descreve sua biografia como ator, desde a infância até o extremo sucesso que alcançou.
Em 1969 foi convidado para narrar o documentário sobre a Segunda Guerra Mundial: The World at War. Produzido de 1969 a 1973, as entrevistas inéditas com testemunhas oculares e personagens históricos, as raras imagens colhidas de diversos países envolvidos no conflito e a narração ímpar de Olivier, fizeram deste documentário o mais expansível e significativo de todos os tempos.

## Filmografia
- War Requiem – (1989)
- Lost Empires – (1986)
- Wild Geese II – (1985)
- The Last Days of Pompeii – (1984)
- The Bounty – (1984)
- King Lear - (1983)
- Wagner – (1983)
- The Jigsaw Man – (1983)
- Inchon – (1982)
- A Voyage Round My Father - (1982)
- Clash of the Titans – (1981)
- The Jazz Singer – (1980)
- Dracula – (1979)
- A Little Romance – (1979)
- The Boys from Brazil – (1978)
- The Betsy – (1978)
- Saturday, Sunday, Monday – (1978)
- A Bridge Too Far – (1977)
- Jesus of Nazareth – (1977)
- The Collection - (1976)
- The Seven-Per-Cent Solution – (1976)
- Marathon Man – (1976)
- Love Among the Ruins – (1975)
- The Rehearsal – (1974)
- Long Day's Journey Into Night – (1973)
- The Merchant of Venice – (1973)
- Sleuth – (1972)
- Lady Caroline Lamb – (1972)
- Nicholas and Alexandra – (1971)
- Three Sisters – (1970)
- Battle of Britain – (1969)
- The Dance of Death – (1969)
- Oh! What a Lovely War – (1969)
- The Shoes of the Fisherman – (1968)
- Khartoum – (1966)
- Othello – (1965)
- Bunny Lake Is Missing – (1965)
- Uncle Vanya – (1963)
- Term of Trial – (1962)
- The Power and the Glory – (1961)
- Spartacus – (1960)
- The Entertainer – (1960)
- The Devil's Disciple – (1959)
- The Prince and the Showgirl – (1957)
- Richard III – (1955)
- The Beggar's Opera – (1953)
- Carrie – (1952)
- The Magic Box – (1951)
- Hamlet (filme de 1948) – (1948)
- Henry V – (1944)
- Fought at Agincourt in France – (1944)
- This Happy Breed – (1944)
- The Demi-Paradise – (1943)
- 49th Parallel – (1941)
- That Hamilton Woman! – (1941)
- Pride and Prejudice – (1940)
- Conquest of the Air – (1940)
- Rebecca – (1940)
- 21 Days – (1940)
- Wuthering Heights – (1939)
- Q Planes – (1939)
- The Divorce of Lady X – (1938)
- Fire Over England – (1937)
- As You Like It – (1936)
- Moscow Nights – (1935)
- Perfect Understanding – (1933)
- No Funny Business – (1933)
- Westward Passage – (1932)
- The Yellow Ticket – (1931)
- Friends and Lovers – (1931)
- Potiphar's Wife – (1931)
- The Temporary Widow – (1930)
- Too Many Crooks – (1930)

Ele também apareceu virtualmente no filme Capitão Sky e o Mundo de Amanhã (2004) interpretando o vilão do filme, graças a imagens de arquivo.